# Acanthixalus spinosus
Acanthixalus spinosus é uma espécie de anfíbio anuro da família Hyperoliidae. É considerada pouco preocupante pela Lista Vermelha da UICN. Está presente em Camarões, República Democrática do Congo, Gabão e Nigéria.